# Sofía, nena de papá
Sofía, nena de papá es el vigesimoctavo capítulo de la segunda temporada de la serie de televisión argentina Mujeres asesinas. Este episodio se estrenó el 17 de octubre de 2006.
Este episodio fue protagonizado por Agustina Cherri, en el papel de asesina. Coprotagonizado por Virginia Innocenti, Carlos Santamaría y Juan Palomino. Y las participaciones de Bernarda Pagés y Tomás De las Heras.

## Desarrollo

### Trama
Sofía  (Agustina Cherri) es una estudiante de bioquímica que vive con su padre Leo (Carlos Santamaria) y su madre Patricia (Virginia Innocenti). El matrimonio tiene una pareja amiga de toda la vida: Marcelo (Juan Palomino)  y Andrea (Bernarda Pagés). Estos cotidianamente se juntan a comer, o hacen salidas preorganizadas. Sofía, acostumbrada a su presencia, los llama a ambos como “tíos”, pero Marcelo tiene un profundo apego a ella, y esto no le atrae mucho a Leo y a Andrea. Pero en verdad este apego se debe a que Marcelo es su verdadero padre; además de esto, él y Patricia, viven una relación paralela sin que sus respectivos cónyuges se dieran cuenta. Pero un día a raíz de un examen para la facultad, Sofía se hace un análisis para verificar si su padre, es su progenitor realmente, al hacerlo, puede sacar una mejor nota. Con esto se descubre la verdad, y Sofía siente una profunda traición por parte de su madre y su verdadero padre. Desesperada en busca de Marcelo, Sofía de tan solo 19 años, manejaba el Alfa Romeo 145 para atropellar brutalmente a Marcelo.

### Condena
Sofía atropelló a su padre biológico y lo mató. Después se entregó a la policía. Las pericias determinaron que era inimputable. Estuvo internada y en tratamiento psiquiátrico 6 años. Actualmente está libre.

## Elenco
- Agustina Cherri
- Virginia Innocenti
- Juan Palomino
- Carlos Santamaría
- Bernarda Pagés
- Tomás de las Heras